# Miguel Albuquerque
Miguel Filipe Machado de Albuquerque, né le 4 mai 1961 à Funchal, est un homme politique portugais, membre du Parti social-démocrate. Il est président du gouvernement régional de Madère depuis 2015.

## Biographie
Maire de Funchal de 1994 à 2013, Miguel Albuquerque succède à Alberto João Jardim à la tête du gouvernement régional de Madère le 20 avril 2015.
Il est mis en examen en janvier 2024 pour des faits présumés de corruption active et passive, de prévarication, de réception ou d'offre d'avantages indus, d'abus de pouvoir et de trafic d'influence. Le maire de Funchal, Pedro Calado, et deux hommes d'affaires sont arrêtés dans cette même affaire. Il refuse toutefois de présenter sa démission de président du gouvernement régional.